# Loxosceles valdosa
Loxosceles valdosa är en spindelart som beskrevs av Willis J. Gertsch 1973. Loxosceles valdosa ingår i släktet Loxosceles och familjen Sicariidae. Inga underarter finns listade i Catalogue of Life.